# Гейко Ігор Тарасович
Ігор Тарасович Гейко — старший сержант Збройних сил України. У мирний час його служба проходила в військовій частині Житомирської області.

## Нагороди
26 липня 2014 року — за особисту мужність і героїзм, виявлені у захисті державного суверенітету та територіальної цілісності України, вірність військовій присязі під час російсько-української війни, відзначений — нагороджений орденом «За мужність» III ступеня.